# 5 أغسطس
- السبت
- الأحد
- الاثنين
- الثلاثاء
- الأربعاء
- الخميس
- الجمعة

- 261 صفر 1447  هـ
- 272 صفر 1447  هـ
- 283 صفر 1447  هـ
- 294 صفر 1447  هـ
- 305 صفر 1447  هـ
- 316 صفر 1447  هـ
- 17 صفر 1447  هـ
- 28 صفر 1447  هـ
- 39 صفر 1447  هـ
- 410 صفر 1447  هـ
- 511 صفر 1447  هـ
- 612 صفر 1447  هـ
- 713 صفر 1447  هـ
- 814 صفر 1447  هـ
- 915 صفر 1447  هـ
- 1016 صفر 1447  هـ
- 1117 صفر 1447  هـ
- 1218 صفر 1447  هـ
- 1319 صفر 1447  هـ
- 1420 صفر 1447  هـ
- 1521 صفر 1447  هـ
- 1622 صفر 1447  هـ
- 1723 صفر 1447  هـ
- 1824 صفر 1447  هـ
- 1925 صفر 1447  هـ
- 2026 صفر 1447  هـ
- 2127 صفر 1447  هـ
- 2228 صفر 1447  هـ
- 2329 صفر 1447  هـ
- 241 ربيع الأول 1447  هـ
- 252 ربيع الأول 1447  هـ
- 263 ربيع الأول 1447  هـ
- 274 ربيع الأول 1447  هـ
- 285 ربيع الأول 1447  هـ
- 296 ربيع الأول 1447  هـ
- 307 ربيع الأول 1447  هـ
- 318 ربيع الأول 1447  هـ
- 19 ربيع الأول 1447  هـ
- 210 ربيع الأول 1447  هـ
- 311 ربيع الأول 1447  هـ
- 412 ربيع الأول 1447  هـ
- 513 ربيع الأول 1447  هـ

5 أغسطس أو 5 آب أو يوم 5 \ 8 (اليوم الخامس من الشهر الثامن) هو اليوم السابع عشر بعد المئتين (217) من السنوات البسيطة، أو اليوم الثامن عشر بعد المئتين (218) من السنوات الكبيسة وفقًا للتقويم الميلادي الغربي (الغريغوري). يبقى بعده 148 يوما لانتهاء السنة.

## أحداث
- 1858 - إنشاء أول خط تلغراف عبر المحيط الأطلسي.
- 1876 - صدور العدد الأول من جريدة الأهرام.
- 1907 - سفينتان حربيتان فرنسيتان تقومان بقصف مدينة الدار البيضاء وذلك بعد قتل أربعة فرنسيين في المدينة.
- 1919 - بِدء الثورة العسكرية التركية بقيادة مصطفى كمال ضد الحكم العثماني.
- 1914 - نَصب أول إشارة مرور ضوئية في التاريخ في مدينة كليفلاند الأمريكية.
- 1947 - الاتحاد العام التونسي للشغل يقوم بإضراب عام بمدينة صفاقس أدى إلى التصادم مع القوات الفرنسية وسقوط عشرات الضحايا.
- 1962 - العثور على جثة ممثلة الإغراء الأمريكية مارلين مونرو ميتةً في شقتها بعد تعاطيها جرعة زائدة من الحبوب المنومة.
- 1963 -
  - الكويت والسعودية تقبلان تقسيم المنطقة المحايدة بينهما إلى قسمين، ينضم قسم إلى الكويت وآخر للسعودية.
  - الولايات المتحدة والاتحاد السوفيتي والمملكة المتحدة يوقعون معاهدة حظر إجراء التجارب النووية.
- 1966 - إسبانيا تمنع الطائرات البريطانية من التحليق فوق أراضيها بسبب النزاع على جبل طارق.
- 1981 - الرئيس الأمريكي رونالد ريغان يفصل 11359 شخصًا من المسؤولين عن حركة الملاحة الجوية لرفضهم الرجوع إلى أعمالهم والاستمرار في الإضراب.
- 2003 - ولي عهد دولة قطر الشيخ جاسم بن حمد آل ثاني يتنازل عن منصبه لصالح أخيه الشيخ تميم بن حمد آل ثاني الذي قام أمير قطر الشيخ حمد بن خليفة آل ثاني بتعيينه وليًا للعهد.
- 2007 - انتخابات نيابية في دائرتي بيروت الثانية والمتن الشمالي لانتخاب بدلاء لعضوي البرلمان المغتالين بيار أمين الجميل ووليد عيدو وذلك بدون توقيع رئيس الجمهورية إميل لحود بسبب اعتباره كل أعمال الحكومة غير شرعية، وأدت الانتخابات إلى فوز مرشح التيار الوطني الحر في المتن ومرشح تيار المستقبل في بيروت.
- 2009 -
  - تنصيب محمود أحمدي نجاد رئيسًا لإيران لفترة رئاسية ثانية.
  - الجنرال محمد ولد عبد العزيز يؤدي اليمين الدستورية رئيسًا لموريتانيا بعد عام على الانقلاب الذي قاده.
- 2010 - انهيار منجم كوبيابو في تشيلي يسفر عن احتجاز 33 عاملًا على عمق حوالي 700 متر تحت الأرض.
- 2015 -
  - العُثور على حُطام طائرة على شواطئ جزيرة لا ريونيون تبيَّن أنها تعود إلى طائرة الخُطوط الجويَّة الماليزيَّة الرحلة رقم 370 المفقودة مُنذ شهر آذار (مارس) سنة 2014.
  - عشرة آلاف إطفائي يواجهون حرائق الغابات في كاليفورنيا ومقتل أحدهم.
- 2016 - مقتل 90 شخصًا على الأقل وجرح واعتقال آلاف آخرين في مظاهرات احتجاجية واسعة في إثيوپيا ضد انتهاكات حقوق الإنسان والفساد المستشري في البلاد.
- 2018 - زلزال ثانٍ أشد بقوة 6.9 على مقياس درجة العزم يضرب جزيرة لومبوك الأندونيسية ويُخلّف 98 قتيلاً وجرحى كُثر بعد زلزال الهزة المستبقة قبل أسبوع.
- 2019 - البرلمان الهندي يلغي الحكم الذاتي للشطر الهندي من إقليم كشمير المتنازع عليه مع باكستان، وإسلام آباد تطرد السفير الهندي وتبحث سبل الرد عبر الأمم المتحدة، والأمين العام للأمم المتحدة يدعو إلى «أقصى درجات ضبط النفس».
- 2022 - جيش الاحتلال الإسرائيلي يغتال قائد المنطقة الشماليّة في سرايا القدس تيسير الجعبري في قصف أدى إلى مقتل 10 أشخاص بينهم طفلة، وإصابة 55 آخرين.

## مواليد
- 1802 - نيلس هنريك أبيل، عالم رياضيات نرويجي.
- 1850 - غي دو موباسون، روائي فرنسي.
- 1867 - محمود تقي الدين، إداري وسياسي لبناني.
- 1870 - إدوارد آربر، إحاثي إنجليزي.
- 1879 - ساطع الحصري، مفكر سوري.
- 1891 - زكي مبارك، أديب مصري.
- 1905 - فاسيلي ليونتييف، اقتصادي أمريكي حاصل على جائزة نوبل في العلوم الاقتصادية عام 1973.
- 1927 - أنطون قازان، محامي وشاعر لبناني.
- 1930 - نيل آرمسترونغ، رائد فضاء أمريكي وأول من مشى على سطح القمر.
- 1940 - طلال مداح، مغني سعودي.
- 1948 - راي كليمينس، لاعب ومدرب كرة قدم إنجليزي.
- 1950 - إبراهيم الفقي، خبير تنمية بشرية مصري.
- 1955 - حسام الدين عفانة، عالم وفقيه فلسطيني.
- 1961 -
  - علي جابر، إعلامي لبناني.
  - هلا عون، ممثلة لبنانية.
- 1965 - موتوي ساكورابا، ملحن ياباني.
- 1967 -
  - ليلى سمور، ممثلة سورية.
  - كازنوري ياموتشي، مصمم ومنتج سلسلة غران تورزمو ياباني.
- 1968 - مارين لوبان، سياسية فرنسية.
- 1972 - لقاء سويدان، ممثلة مصرية.
- 1973 - أمجد النجار، سياسي فلسطيني.
- 1974 - كاجول، ممثلة هندية.
- 1977 - ريو هيروهاشي، ممثلة أداء صوتي يابانية.
- 1980 -
  - واين بريدج، لاعب كرة قدم إنجليزي.
  - جيسون كولينا، لاعب كرة قدم أسترالي.
- 1984 -
  - طارق الشمري، لاعب كرة قدم كويتي.
  - عفاس الهرشاني، لاعب كرة قدم كويتي.
  - عبد القادر جريو، ممثل ومخرج جزائري.
- 1985 - سالومون كالو، لاعب كرة قدم إيفواري.

## وفيات
- 1792 - فريديريك نورث، رئيس وزراء بريطاني.
- 1888 ـ فيليب شيريدان، قائد عسكري أمريكي وأحد قادة الجيش الاتحادي في الحرب الأهلية الأمريكية.
- 1895 - فريدرخ انغلز، فيلسوف ألماني.
- 1946 - فيلهلم ماركس، مستشار ألماني.
- 1952 -
  - راضي آل ياسين، فقيه مسلم عراقي.
  - سميرة موسي، عالمة ذرة مصرية
- 1957 - هاينريش فيلاند، عالم كيمياء ألماني حاصل على جائزة نوبل في الكيمياء عام 1927.
- 1962 - مارلين مونرو، ممثلة أمريكية.
- 1981 - محمد العدناني، شاعر ولغوي فلسطيني.
- 1984 - ريتشارد بورتن، ممثل ويلزي.
- 1987 - عايدة هلال، ممثلة لبنانية / مصرية.
- 1991 - سويتشيرو هوندا، مؤسس شركة هوندا للسيارات والمحركات اليابانية.
- 2000 -
  - مصطفى متولي، ممثل مصري.
  - أليك غينيس، ممثل إنجليزي.
- 2008 - إبراهيم شكري، سياسي مصري.
- 2012 - محمد نوح، موسيقي مصري.
- 2014 -
  - خليل مرسي ممثل مصري.
  - كريستيان كارلسون كاتب وشاعر آيسلندي.
- 2015 - ميرنا المهندس، ممثلة مصرية.
- 2019 - محمد آصف محسني، مرجع شيعي أفغاني.
- 2020 - محمد طارق الخضراء، رئيس هيئة أركان جيش التحرير الفلسطيني.
- 2021 - حسب الله الكفراوي، سياسي مصري ووزير أسبق للإسكان.
- 2022 -
  - علي حيدر، قائد عسكري سوري.
  - جهاد عودة، كاتب سياسي مصري.
  - تيسير الجعبري، قائد مُقاوم فلسطيني.

## أعياد ومناسبات
- عيد الطفولة في الصين.

## وصلات خارجية
- وكالة الأنباء القطريَّة: حدث في مثل هذا اليوم.
- النيويورك تايمز: حدث في مثل هذا اليوم.
- BBC: حدث في مثل هذا اليوم.